# Explosión (canción de Julieta Venegas)
«Explosión» es una canción interpretada por la cantante mexicana Julieta Venegas. Pertenece a su séptimo álbum de estudio Algo Sucede. Fue lanzada el 4 de mayo de 2015 en la radio mexicana.
El día 29 de junio de 2015, fue lanzada como sencillo promocial al igual a la venta en tiendas digitales. La canción quedó en el ranking anual en la posición número 1 de la lista de la estación de radio Reactor 105.7.

## Composición
Fue compuesta y musicalizada por Julieta Venegas, esta canción está inspirada en las Desapariciones forzadas que están sucediendo México y ella lo expresa como un "Homenaje" a todas esas personas, como ella lo explica ella «Es un tema difícil de tocar y es difícil escribir una canción sobre ello, pero intenté expresar mi sensación de impotencia y la tristeza de no saber para dónde va mi país. Simplemente no puedo mirar a otro lado».

## Lanzamiento
La canción fue presentada en exclusiva en la estación de radio mexicanaReactor 105.7 en su programa Baño Vaquero, el 4 de mayo de 2015, siendo la primera canción en salir al público de su álbum Algo sucede.
Fue lanzada a la venta en tiendas digitales el 29 de junio de 2015.

## Lista de canciones
- Descarga digital[7]

1. "Explosión" – 3:12

## Posicionamiento en las listas

### Anuales
| México | Reactor 105.7 | 1 |